# ليف إريكسن
ليف إريكسن (بالنرويجية البوكمول: Leif Eriksen)‏ هو لاعب كرة قدم نرويجي في مركز مهاجم ‏، ولد في 14 مايو 1940. شارك مع منتخب النرويج تحت 21 سنة لكرة القدم ومنتخب النرويج لكرة القدم. أما مع النوادي، فقد لعب مع نادي فوليرينغا.

## وصلات خارجية
- ليف إريكسن على موقع اتحاد النرويج (النرويجية)
- ليف إريكسن على موقع قاعدة بيانات كرة القدم.إي يو (الإنجليزية)
- ليف إريكسن على موقع ناشيونال فوتبول تيمز (الإنجليزية)
- ليف إريكسن على موقع عالم كرة القدم.نت (الإنجليزية)